# Philautus fergusonianus
Philautus fergusonianus är en groddjursart som först beskrevs av Ernst Ahl 1927.
Philautus fergusonianus ingår i släktet Philautus och familjen trädgrodor. Inga underarter finns listade i Catalogue of Life.